# Vác
Vác je mesto na Madžarskem, ki upravno spada v podregijo Váci Županije Pešta.
Tu se nahaja Stadion Városi Vác (10.500 mest), sedež Vác-Újbuda LTC.